# 秦大同
秦大同，重庆大学机械传动国家重点实验室教授，研究方向为机械传动的理论及应用、车辆动力传动及其控制等。中国教育部第六批“长江学者”特聘教授，曾主持“973”、“863”等多个国家重点项目。曾获得中国国家科技进步二等奖等奖项。

## 生平
1982年和1984年，先后获得重庆大学铸造专业学士学位机械设计及理论专业硕士学位。1993年获得重庆大学和日本东北大学机械设计及理论专业博士学位。
1998年至今在重庆大学工作。